# 長田町 (鹿児島市)
長田町（ながたちょう）は、鹿児島県鹿児島市の町。郵便番号は892-0854。人口は1,626人、世帯数は799世帯（2020年10月1日現在）。長田町の全域で住居表示を実施している。

## 地理
鹿児島市の中央部に所在している。町域の北方から東方にかけて下竜尾町、冷水町、北方から西方にかけて城山、南方に城山町、小川町がそれぞれ接している。
小川町との境界線上に国道10号が東西に通っている。現在の城山町、城山、新照院町との境界付近にある夏蔭公園付近には大阪商工会議所の初代会頭となった五代友厚誕生地がある。

## 歴史
長田町という地名は明治時代の初期より見え、鹿児島府下のうちであった。
1888年（明治21年）に公布された市制（明治21年法律第1号）に基づき、1889年（明治22年）2月2日に官報に掲載された「 市制施行地」（内務省告示第1号）によって鹿児島が市制施行地に指定された。3月5日には鹿児島県令第26号によって鹿児島郡のうち50町村が市制による鹿児島市の区域と定められ、4月1日に市制が施行されたのに伴い、鹿児島郡50町村（山下町、平之馬場町、新照院通町、長田町、冷水通町、上竜尾町、下竜尾町、池之上町、鼓川町、稲荷馬場町、清水馬場町、春日小路町、車町、恵美須町、小川町、和泉屋町、浜町、向江町、栄町、柳町、易居町、中町、金生町、東千石馬場町、西千石馬場町、汐見町、泉町、築町、生産町、六日町、新町、松原通町、船津町、呉服町、大黒町、堀江町、住吉町、新屋敷通町、加治屋町、山之口馬場町、樋之口通町、薬師馬場町、鷹師馬場町、西田町、上之園通町、高麗町、下荒田町、荒田村、西田村、塩屋村）の区域より鹿児島市が成立した。それまでの長田町は鹿児島市の町「長田町」となった。
1962年（昭和37年）に住居表示に関する法律が施行されたのに伴い、鹿児島市は鹿児島市街地域の住居表示に着手した。1965年（昭和40年）7月20日には中央地区で住居表示実施に伴い町の再編が行われ、山下町及び長田町の各一部の区域より城山町が設置され、同時に長田町の一部で住居表示が実施された。
1967年（昭和42年）11月1日に上町地区の一部において住居表示が実施され、住居表示の実施に伴い町の再編が行われた。これに伴って恵美須町の全域、和泉屋町の一部、車町の一部、下竜尾町の一部、長田町の一部より上本町が新たに設置された。また、同時に長田町の一部で住居表示を実施した。翌年の1968年（昭和43年）には一部で住居表示が実施され、長田町全域の住居表示が完了した。
1976年（昭和51年）7月5日に城山地区において住居表示が実施されることとなった。住居表示の実施に伴い町域の再編が実施され、城山団地として造成された区域に当たる草牟田町、玉里町、冷水町及び長田町の各一部の区域より、城山一丁目及び城山二丁目が設置された。

### 町域の変遷
| 実施後             | 実施年             | 実施前           |
| ------------------ | ------------------ | ---------------- |
| 城山町（新設）     | 1965年（昭和40年） | 山下町（一部）   |
| 城山町（新設）     | 1965年（昭和40年） | 長田町（一部）   |
| 上本町（新設）     | 1967年（昭和42年） | 長田町（一部）   |
| 上本町（新設）     | 1967年（昭和42年） | 恵美須町（全域） |
| 上本町（新設）     | 1967年（昭和42年） | 和泉屋町（一部） |
| 上本町（新設）     | 1967年（昭和42年） | 下竜尾町（一部） |
| 上本町（新設）     | 1967年（昭和42年） | 車町（一部）     |
| 城山一丁目（新設） | 1976年（昭和51年） | 冷水町（一部）   |
| 城山一丁目（新設） | 1976年（昭和51年） | 草牟田町（一部） |
| 城山一丁目（新設） | 1976年（昭和51年） | 長田町（一部）   |
| 城山一丁目（新設） | 1976年（昭和51年） | 玉里町（一部）   |
| 城山二丁目（新設） | 1976年（昭和51年） | 長田町（一部）   |
| 城山二丁目（新設） | 1976年（昭和51年） | 冷水町（一部）   |

## 人口
以下の表は国勢調査による小地域集計が開始された1995年以降の人口の推移である。
| 年                 | 人口  |
| ------------------ | ----- |
| 1995年（平成7年）  | 1,790 |
| 2000年（平成12年） | 1,909 |
| 2005年（平成17年） | 1,995 |
| 2010年（平成22年） | 2,002 |
| 2015年（平成27年） | 1,853 |
| 2020年（令和2年）  | 1,626 |

## 施設

### 公共
- 夏蔭公園

### 教育
- 興国保育園

### 寺社
- 長田神社
- 高野山最大乗院

## 小・中学校の学区
市立小・中学校に通う場合、学区（校区）は以下の通りとなる。
| 町丁   | 番・番地 | 小学校                 | 中学校               |
| ------ | -------- | ---------------------- | -------------------- |
| 長田町 | 1-4      | 鹿児島市立名山小学校   | 鹿児島市立長田中学校 |
| 長田町 | 35-37    | 鹿児島市立草牟田小学校 | 鹿児島市立長田中学校 |
| 長田町 | その他   | 鹿児島市立大龍小学校   | 鹿児島市立長田中学校 |

## 交通

### 道路
一般国道
- 国道10号

## 出身人物

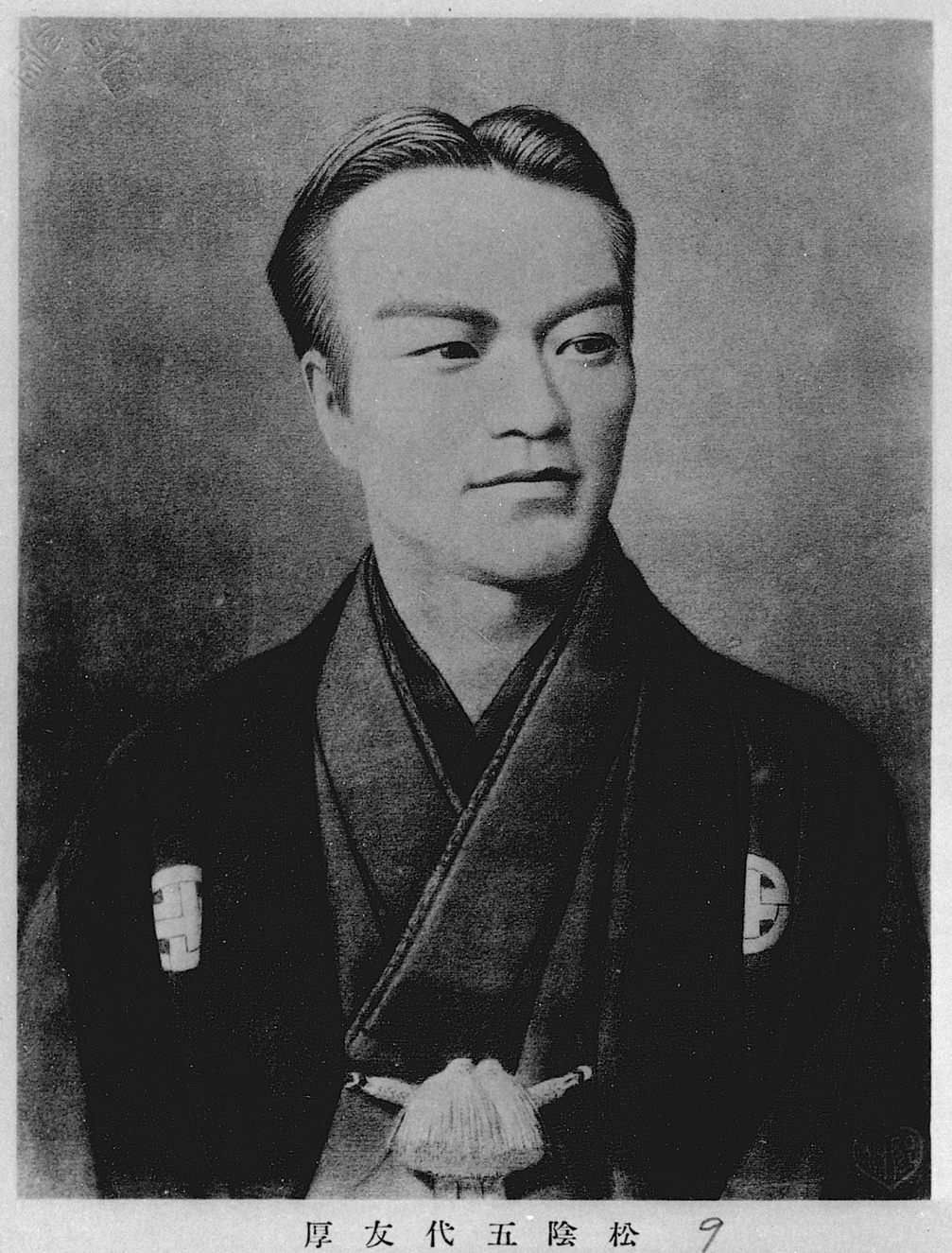
五代友厚

- 五代友厚（武士・実業家）
- 河島醇（武士・衆議院議員・貴族院議員）
- 安立綱之（内務官僚、警視総監）
- 田浦正巳（俳優）